# Warren
Warren je priimek več oseb:
- Dermot Frederick William Warren, britanski general
- Edward Galway Warren, britanski general
- Elizabeth Warren, ameriška pravnica in senatorka